# Pretty Little Liars: The Perfectionists
Pretty Little Liars: The Perfectionists är en amerikansk tonårsdramaserie skapad av I. Marlene King som består av en säsong med totalt tio avsnitt. Serien är en uppföljare till TV-serien Pretty Little Liars som sändes mellan åren 2010 och 2017, och är löst baserad på boken The Perfectionists av Sara Shepard. Den hade premiär på Freeform den 20 mars 2019 och avslutades sedan därefter den 22 maj samma år. Återkommande skådespelare är Sasha Pieterse och Janel Parrish som ännu en gång spelar sina välkända roller som Alison DiLaurentis och Mona Vanderwaal. 
Den 28 juli 2022 släppte streamingtjänsten HBO Max ytterligare en uppföljare till Pretty Little Liars vid namn Original Sin. De skådespelare som är med i den serien är bland annat Bailee Madison och Maia Reficco.

## Rollista

### Större roller
- Sasha Pieterse – Alison DiLaurentis
- Janel Parrish – Mona Vanderwaal
- Sofia Carson – Ava Jalali
- Sydney Park – Caitlin Park-Lewis
- Eli Brown – Dylan Walker
- Hayley Erin – Taylor Hotchkiss
- Graeme Thomas King – Jeremy Beckett
- Kelly Rutherford – Claire Hotchkiss

### Mindre roller
- Noah Gray-Cabey – Mason Gregory
- Klea Scott – Dana Booker
- Garrett Wareing – Zach Fortson

### Gästroller
- Chris Mason – Nolan Hotchkiss
- Duffy Epstein – Ray Hogadorn
- Phillip Rhys – Michael Jalali
- Cycerli Ash – Senator Park-Lewis